# 臺東神社
22°45′12″N 121°08′35″E / 22.753210°N 121.143126°E
臺東神社是臺灣日治時期臺東街的神社，在臺東舊站附近的鯉魚山半山坡上。其在二戰後被改為臺東忠烈祠，目前尚有一座已被修改成中國宮殿式的鳥居，前往神社的石頭階梯保留完整，只是兩旁的石燈籠皆已不完整或只剩基座，原有的神社諸項建築也全被拆除改建。

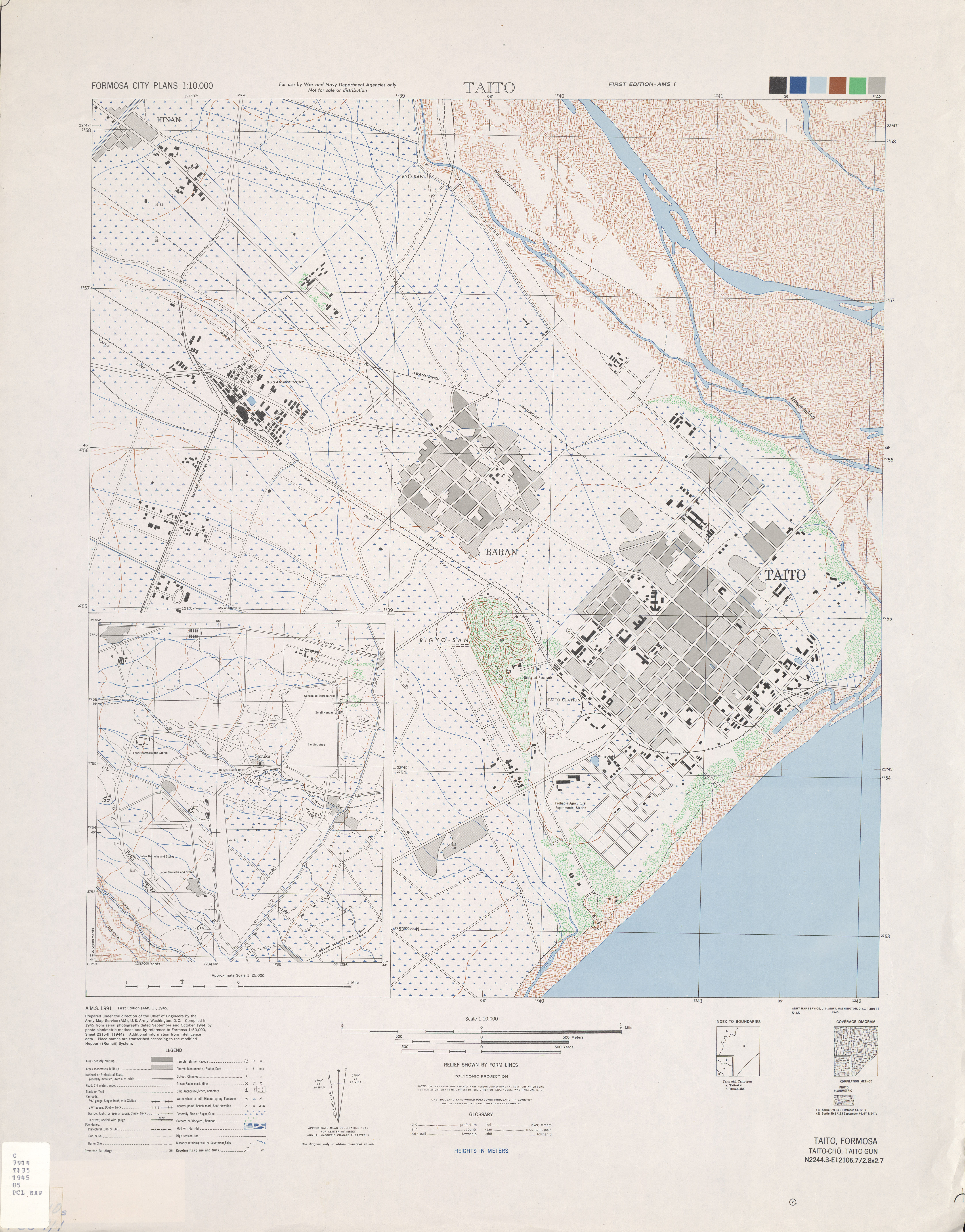
地圖中可見鯉魚山上之神社軸線

## 介紹
臺東神社最初由卑南街的增永三吉、野中德市、大熊安右衛門、井本修造、工藤孫四郎、張之遠、陳妙哉等6人向臺灣總督府申請設立。神社於1910年9月開始興建，1911年10月27日鎮座落成，設施有本殿、拜殿、手洗鉢、1座木造鳥居，位於現今臺東市中華路376巷喜悅大樓一帶，並於1924年7月23日被列格為「縣社」。
隨著臺東街發展，地方人士認為臺東神社已位於市中心，且周遭即為民居，將有損神社之尊嚴，加上神社的木造建築有白蟻問題，當年又適逢裕仁皇太子於1928年11月舉行的御大典，因此地方決定將台東神社遷建於市區西南側的鯉魚山。台東神社改築係由增永三吉、工藤孫四郎、松井金二郎、飯千太加次、岩崎房吉、張之遠、賴金木、值賀金兄等八人於1928年5月17日向臺灣總督府申請。另外，第二代台東神社的設計原有另一方案為社殿面向正南方，即沿參道往上通過第二鳥居後，往右向北轉才是拜殿及神殿。新的台東神社於1928年10月動工，1930年7月竣工，同年10月27日遷座，工程費約31,200圓，神社境地85,6816坪，神社設施有本殿、拜殿、手水舍、社務所、第一鳥居、第二鳥居、部分石燈籠為舊有的，神社境地內尚有一警察忠魂碑。

臺東神社為台東廳最重要的社會教化中心，臺東廳下官民、學校、團體於重要參拜日皆需至臺東神社參拜，而此處也是重要官員造訪台東的必經之處。

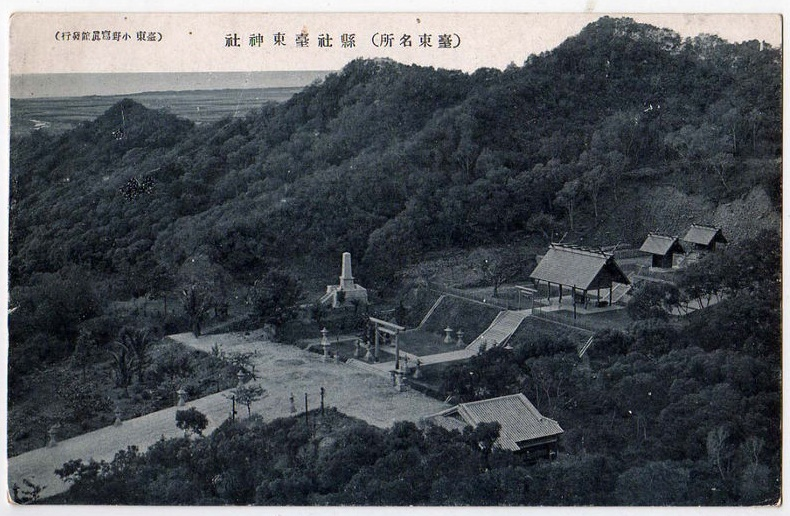
第二代臺東神社全景
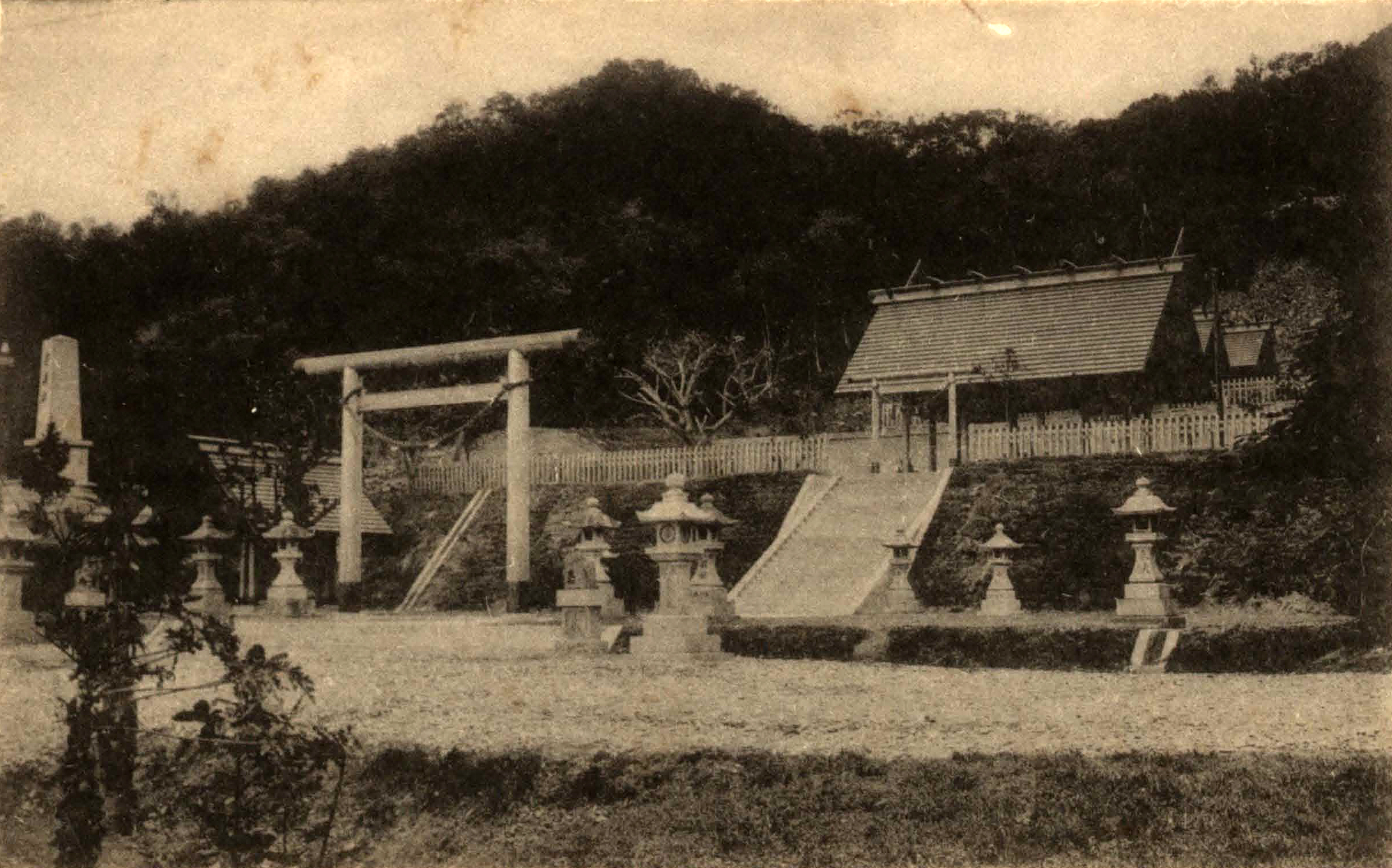
第二代臺東神社鳥居與社殿，圖左為忠魂碑
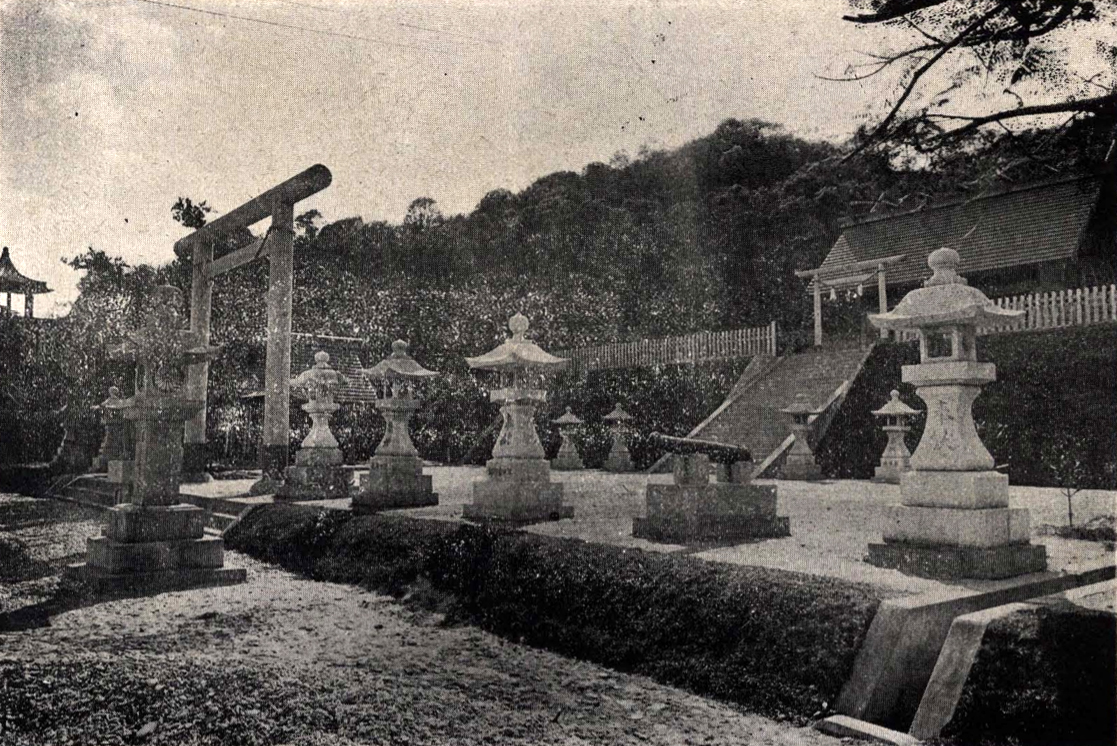
第二代臺東神社鳥居與石燈籠

## 戰後發展
二戰後，台東神社於1961年被改為臺東縣忠烈祠。原警察忠魂碑則於1953年被改為紀念胡適之父胡鐵花之「清臺東直隸州州官胡鐵花紀念碑」。

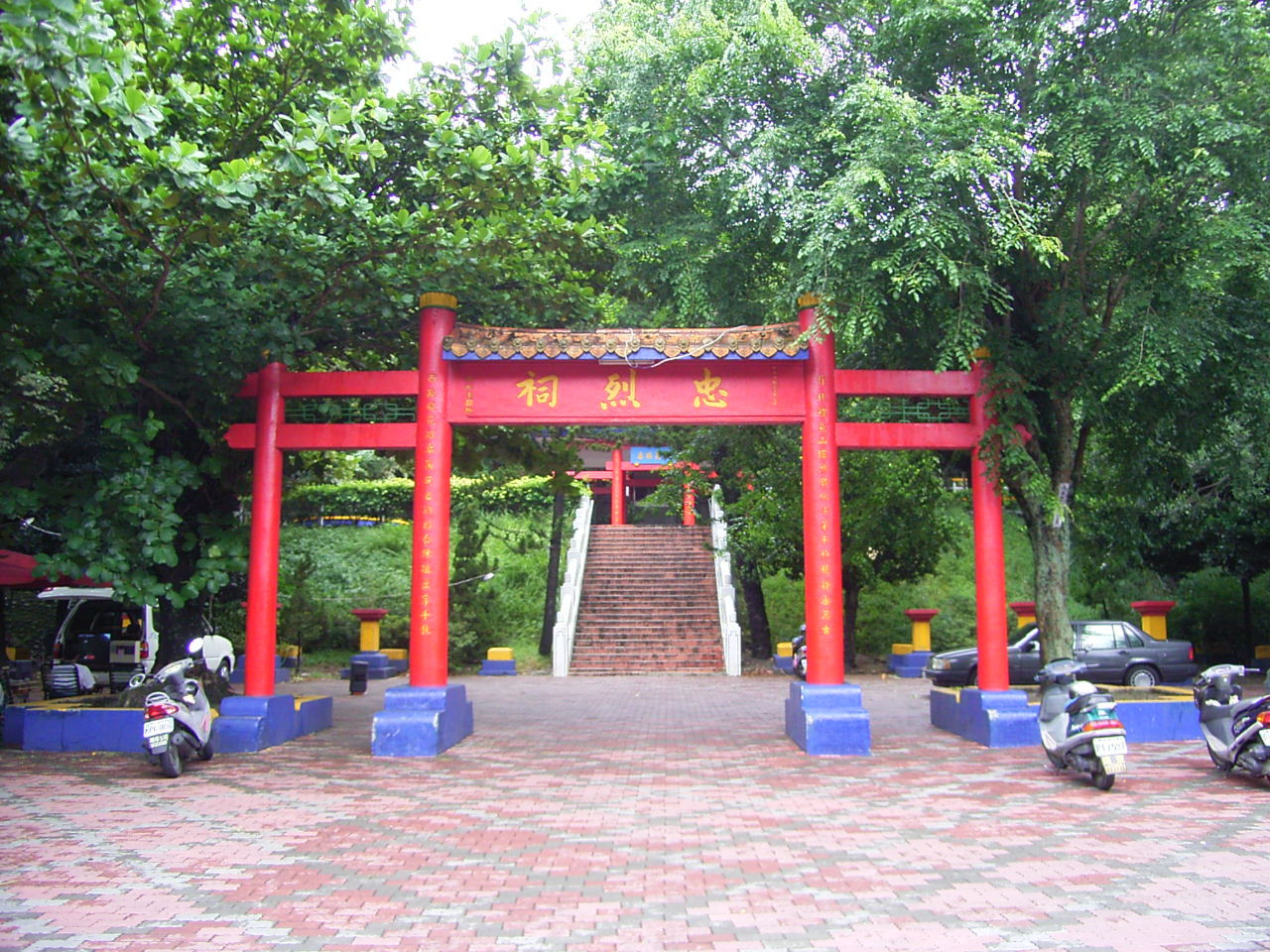
臺東神社鳥居及參道今貌

## 社司
- 值賀金兄（1924年至1931年）
- 山田嘉定（1932年至1945年）[8]